# Стара Цигелница
Стара Цигелница (на горнолужишки: Stara Cyhelnica, на немски: Alte Ziegelscheune) е село в Германия, в историко-географската област Горна Лужица, която е населена предимно с лужишки сърби. То е разположено в община Паншвиц–Кукау, окръг Бауцен, провинция Саксония. Населението на селото според оценки на Федералната статистическа служба през 2019 г. е 47 души.

## История
Селото е основано през 1718 г. близо до малка фабрика за тухли, собственост на монашеството Мариенстерн. Първоначално селото се е наричало на лужишки – „Pacostense“, а на немски – „Zigelscheine“.
В периода от 1879 до 1957 г. селото е в състава на община Кукау, а от 1957 г. в състава на община Паншвиц–Кукау.
Наименования
Наименование на селото през годините, на немски език:
- Zigelscheine (1718 – 1759)
- Pacostense (1759 – 1834)
- Alte Ziegelscheune (1834 – 1844)
- Alte Ziegel Scheune oder Pacostensa (1844 – 1875)
- Alte Ziegelscheune (от 1875 г.)

## Население
Численост на населението според преброяванията през годините:
- 1834 – 46 души[2]
- 1871 – 51 души[2]
- 1890 – 51 души[2]

## Фотогалерия
- Животворен кръст поставен в Стара Цигелница, през 2019 г.
- Паметник от камък в западната част на селото, през 2019 г.

## Личности
Родени в Стара Цигелница са:
- Ян Брил (1879 – 1930), писател, преводач и общественик от лужишки произход
- Мерчин Слоденик (1938 – 2020)
- Герат Ворнар (р. 1942), католически свещеник, журналист, публицист и културен деец от лужишки произход